# Каньйон (Нью-Мексико)
Каньйон (англ. Cañon) — переписна місцевість (CDP) в США, в окрузі Сандовал штату Нью-Мексико. Населення — 317 осіб (2020).

## Географія
Каньйон розташований за координатами 35°40′18″ пн. ш. 106°45′10″ зх. д. / 35.67167° пн. ш. 106.75278° зх. д. (35.671760, -106.752683).  За даними Бюро перепису населення США в 2010 році переписна місцевість мала площу 41,73 км², уся площа — суходіл.

## Демографія
Згідно з переписом 2010 року, у переписній місцевості мешкало 327 осіб у 155 домогосподарствах у складі 85 родин. Густота населення становила 8 осіб/км².  Було 190 помешкань (5/км²).
Расовий склад населення:
| - 63,9 % — білих - 9,8 % — корінних американців - 0,3 % — азіатів - 22,3 % — осіб інших рас |

До двох чи більше рас належало 3,7 %. Частка іспаномовних становила 45,3 % від усіх жителів.
За віковим діапазоном населення розподілялося таким чином: 15,0 % — особи молодші 18 років, 62,4 % — особи у віці 18—64 років, 22,6 % — особи у віці 65 років та старші. Медіана віку мешканця становила 50,5 року. На 100 осіб жіночої статі у переписній місцевості припадало 93,5 чоловіків;  на 100 жінок у віці від 18 років та старших — 89,1 чоловіків також старших 18 років.
За межею бідності перебувало 9,6 % осіб, у тому числі 0,0 % дітей у віці до 18 років та 23,1 % осіб у віці 65 років та старших.
Цивільне працевлаштоване населення становило 125 осіб. Основні галузі зайнятості: будівництво — 26,4 %, освіта, охорона здоров'я та соціальна допомога — 22,4 %, мистецтво, розваги та відпочинок — 21,6 %.